# Lista de filósofos indianos
A filosofia indiana se trata dos sistemas de pensamento e reflexão que foram desenvolvidos pelas civilizações do subcontinente indiano. Eles incluem ambos os sistemas ortodoxos (ástica), a saber, os sistemas niaia, vaisesica, sânquia, ioga, purva-mimansa (ou mimansa), e vedanta (advaita, dvaita, bedabeda, visista advaita), e sistemas não ortodoxos (nástica), como o budismo, jainismo, ajivica, ajnana, charvaca, etc, bem como outras escolas como rasesvera, panínia, pratiabijna, pasupata xivaísmo, xivaísmo, etc. O pensamento indiano tem se preocupado com vários problemas filosóficos, entre os quais estão a natureza do mundo (cosmologia), a natureza da realidade (metafísica), a lógica, a natureza do conhecimento (epistemologia), a ética e a filosofia da religião, etc. Alguns dos filósofos mais famosos e influentes de todos os tempos eram do subcontinente indiano, como Buda, Nagarjuna, Adi Xancara, etc. A listagem vai até o século XIV d.C.
| Nome                       | Vida                             | Escola                               | Notas |
| -------------------------- | -------------------------------- | ------------------------------------ | --- |
| Dirgatamas                 | século XIV a.C.                  |                                      | |
| Avatsara                   | século XIV a.C.                  |                                      | |
| Brihaspati                 | século XIV a.C.                  |                                      | |
| Lopamudra                  | século XII a.C.                  |                                      | esposa do sábio Agástia |
| Agástia                    | século XII a.C.                  |                                      | marido de Lopamudra e um dos sete rixis |
| Atri                       | século XII a.C.                  |                                      | um dos sete rixis |
| Bharadwaja                 | século XII a.C.                  |                                      | um dos sete rixis |
| Vasista                    | século XII a.C.                  |                                      | um dos sete rixis |
| Xacália                    | século XII a.C.                  |                                      | seu Padapatha do Rigueveda foi uma das primeiras tentativas na direção da análise |
| Valmique                   | século XI a.C.                   |                                      | foi o escritor de Ramáiana e é reverenciado como o primeiro poeta ou Adi Kavi na literatura sânscrita. |
| Viasa                      | século IX a.C.                   |                                      | foi o autor do Maabárata. |
| Mahidasa Aitareya          | século IX a.C.                   |                                      | |
| Gargi Vachaknavi           | século VIII a.C.                 |                                      | debate com Iaguiaválquia |
| Maitreyi                   | século VIII a.C.                 | Advaita                              | esposa de Iaguiaválquia |
| Aruni                      | fl. c. século VIII a.C.          |                                      | um dos primeiros filósofos da história registrada. |
| Gosha                      | século X a.C. - século VIII a.C. |                                      | |
| Yajnavalkya                | século VIII-VII a.C. BCE         |                                      | creditado por cunhar Advaita |
| Sandília                   | século VIII a.C.                 |                                      | conhecido por Sandília Vídia, um conjunto de ensinamentos de vidyā ou filosofia |
| Pratardana                 | século VIII a.C.                 |                                      | |
| Bodhayana                  | século VIII a.C.                 | Vishishtadvaita                      | |
| Pravahana Jaivali          | século VIII a.C.                 |                                      | Conhecido por Panchagni Vidya, um conjunto de ensinamentos de vidyā ou filosofia |
| Śākaṭāyana                 | século VIII a.C.                 | Nairukta (etimologista)              | |
| Raikva                     | século VIII a.C.                 |                                      | |
| Satyakama Jabala           | século VIII a.C.                 |                                      | |
| Shukracharya               | século VIII a.C.                 | Filosofia política                   | Ele escreveu Sukraneeti |
| Parshvanatha               | século VIII a.C.                 | Jainismo                             | 23.° Tirtancara e um dos primeiros expoentes da filosofia Karma na história registrada |
| Pipalada                   | século VIII a.C.                 |                                      | Ele foi o fundador da Escola de pensamento Pipalada, que ensinou o Atarvaveda. |
| Shvetashvatara             | século VIII a.C.                 |                                      | |
| Sushrutha                  | século VIII a.C.                 |                                      | Creditado por Sushruta Samhita, Charaka Samhita e Astanga Hridaya (considerado uma das Grandes Trilogias da Medicina Aiurvédica e em várias formas de cirurgia)                                                                                  |
| Astavacra                  | século VII a.C.                  |                                      | |
| Shvetaketu                 | século VII a.C.                  |                                      | neto do sábio e filósofo Aruni |
| Cápila                     | século VI a.C.                   | Sânquia                              | creditado como o fundador da escola Sânquia argumentado pelo vegetarianismo |
| Āḷāra Kālāma               | século VI a.C.                   | Sânquia                              | De acordo com as escrituras Pāli Canon, ele foi o primeiro professor de Gautama Buda. |
| Uddaka Rāmaputta           | século VI a.C.                   |                                      | um dos professores de Gautama Buda |
| Panini                     | século VI a.C.                   |                                      | fundador da escola Paniniya |
| Pañcaśikha                 | século VI a.C.                   | Sânquia                              | |
| Asuri                      | século VI a.C.                   | Sânquia                              | aluno de Capila |
| Yaska                      | século VI-V a.C.                 | Nairukta (etmologista)               | |
| Brishaspati                |                                  | Charvaca                             | |
| Akṣapāda Gautama           | século VI a.C.                   | Niaia                                | Creditado como fundador da escola Niaia |
| Kanada                     | século VI a.C.                   | Vaisesica                            | Creditado como o fundador da escola Vaisesica, explicou a criação e a existência do universo propondo uma teoria atomística, aplicando lógica e realismo, e é uma das primeiras ontologias realistas sistemáticas conhecidas na história humana. |
| Purana Kassapa             | século VI a.C.                   | Amoralismo                           | |
| Ajita Kesakambali          | século VI a.C.                   | Charvaca                             | Ajita propôs Ucchedavada (a Doutrina da Aniquilação após a morte) e Tam-Jivam-tam-sariram-vada (a doutrina da identidade da alma e do corpo), que negava a existência separada de uma alma eterna.                                               |
| Payasi                     | século VI a.C.                   | Charvaca                             | |
| Pakudha Kaccayana          | século VI a.C.                   | Sassatavāda                          | Creditado como o fundador do atomismo |
| Makkhali Gośāla            | século VI a.C.                   | Ajivika                              | |
| Sañjaya Belaṭṭhiputta      | século VI a.C.                   | Ajñana                               | |
| Mahavira                   | século VI a.C.                   | Jainismo                             | Ensinou os princípios de Anekantavada (realidade multifacetada): syadvada e nayavada. |
| Gautama Buda               | século VI a.C.                   |                                      | fundador do budismo |
| Śāriputra                  | século VI a.C.                   | Budismo                              | Ele é considerado o primeiro dos dois principais discípulos masculinos de Buda |
| Kaniyan Pungundranar       | século V a.C.                    |                                      | Filósofo da era Sangam |
| Pingala                    | século V a.C.                    |                                      | |
| Dandamis                   | século IV a.C.                   |                                      | |
| Kalanos                    | século IV a.C.                   |                                      | |
| Cautília                   | século IV a.C.                   | Filosofia política                   | Ele é considerado o pioneiro do campo da ciência política e da economia na Índia. |
| Jaimini                    | século IV a.C.                   | Mimansa                              | Fundador da escola Mimansa |
| Moggaliputta-Tissa         | século III a.C.                  | Budismo                              | |
| Avvaiyar I                 | século III a.C.                  |                                      | Poeta da era Sangam |
| Bogar                      | século III a.C.                  |                                      | um dos dezoito célebres sidares de Tamilnadu |
| Korakkar                   | século III a.C.                  |                                      | um dos dezoito célebres sidares de Tamilnadu |
| Patanjali                  | século II a.C.                   | Paniniya                             | Fundador da Escola Ioga |
| Nagasena                   | século II a.C.                   | Budismo                              | |
| Catiáiana                  | século II a.C.                   |                                      | |
| Badaraiana                 | século II a.C.                   | Vedanta                              | Badaraiana é considerado como tendo escrito o texto básico do sistema Vedanta, o Vedāntasūtra a.k.a. Brahmasūtra |
| Manu                       | século II a.C.                   |                                      | Autor do Manusmriti |
| Tiruvaluvar                | século I a.C.                    |                                      | |
| Avvaiyar II                | século I a.C.                    |                                      | Famosa pela coleção de citações de uma linha "Aathichoodi" |
| Śabara                     | século I                         | Mimansa                              | |
| Lakulisha                  | século I                         | Pashupata Shaivism                   | |
| Asvagosa                   | século I                         | Budismo                              | Acredita-se que ele tenha sido o primeiro dramaturgo sânscrito e é considerado o maior poeta indiano antes de Kālidāsa. |
| Gunadhara                  | século I                         | Jainismo                             | |
| Sarvajña Rāmeśvara         |                                  | Raseśvara                            | |
| Govinda Bhagavat           |                                  | Raseśvara                            | |
| Vatsiana                   | século I                         |                                      | Famoso pelo "Kama Sutra" |
| Nagarjuna                  | século II                        | Budismo                              | Fundador da Madiamaca |
| Kapilar                    | século II                        |                                      | |
| Kundakunda                 | século II                        | Jainismo                             | |
| Umaswati                   | século II                        | Jainismo                             | |
| Samantabadra               | século II                        | Jainismo                             | Ele foi um proponente da doutrina jainista de Anecantavada. |
| Ilango Adigal              | século II                        | Jainismo                             | |
| Isvarakrsna                | século III                       | Sânquia                              | |
| Ariadeva                   | século III                       | Budismo                              | Ariadeva foi aluno de Nagarjuna e contribuiu significativamente para o Madiamaca |
| Asanga                     | século IV                        | Budismo                              | um dos fundadores do Yogachara. Ele é conhecido como um dos dezessete mestres Nalanda. |
| Aviddhakarṇa               |                                  | Charvaca                             | |
| Vasubandu                  | século IV                        | Budismo                              | um dos fundadores do Yogachara. Ele é conhecido como um dos dezessete mestres Nalanda. |
| Dignāga                    | século IV                        | Budismo                              | Um dos fundadores budistas da lógica indiana (hetu vidyā). |
| Pakṣilasvāmin Vātsyāyana   | século IV                        | Niaia                                | |
| Haribhadra                 | século IV                        | Jainismo                             | |
| Pujyapada                  | século V                         | Jainismo                             | |
| Budagosa                   | século V                         | Budismo                              | |
| Vatsyayana                 | século V                         | Niaia                                | |
| Kambalasvatara             |                                  | Charvaca                             | |
| Bodidarma                  | século V                         | Budismo                              | |
| Kamandaka                  | século V                         | Escola cautiliana de diplomacia      | |
| Bhartṛhari                 | século V                         | Paniniya                             | |
| Guṇabhadra                 | século V                         | Budismo                              | |
| Maticandra                 | século V                         | Sânquia                              | |
| Siddhasena                 | século V                         | Jainismo                             | |
| Dharmakirti                | século VI                        | Budismo                              | Ele também foi um dos principais teóricos do atomismo budista |
| Prabhākara                 | século VI                        | Mimansa                              | Fundador da Escola Pravacar |
|                            |                                  |                                      | |
| Praxastapada               | século VI                        | Vaisesica                            | |
| Bhāviveka                  | século VI                        | Budismo                              | No budismo tibetano, Bhāviveka é considerado o fundador da tradição Svātantrika da escola Madhyamaka de budismo |
| Bodhiruci                  | século VI                        | Budismo                              | |
| Bhavivikta                 | século VI                        | Niaia                                | |
| Dharmapala                 | século VI                        | Budismo                              | |
| Manikyanandi               | século VI                        | Jainismo                             | |
| Śīlabhadra                 | século VI                        | Budismo                              | |
| Udyotakara                 | século VI                        | Niaia-Vaisheshika synthesis          | |
| Bhatta Narayana            | século VI                        | Budismo                              | |
| Purandara                  |                                  | Charvaca                             | |
| Sthiramati                 | século VI                        | Budismo                              | |
| Paramartha                 | século VI                        | Budismo                              | |
| Gaudapada                  | século VI                        | Advaita                              | |
| Buddhapālita               | século VI                        | Budismo                              | |
| Buddhapālita               | século VI                        | Budismo                              | |
| Kumārila Bhaṭṭa            | século VII                       | Mimansa                              | |
| Jinabhadra                 | século VII                       | Jainismo                             | |
| Buddhaguhya                | século VII                       | Budismo                              | |
| Chandragomin               | século VII                       | Budismo                              | foi professor na Universidade Monástica Nalanda |
| Pushpadanta                | século VII                       | Jainismo                             | |
| Bhartṛprapañca             | século VII                       | Bhedabheda                           | |
| Govinda Bhagavatpada       | século VII                       | Advaita                              | Foi o guru de Adi Xancara. |
| Rājāna                     | século VII                       | Sânquia                              | Escreveu o comentário mais longo sobre Sânquia-Carica chamado Yukti-dīpikā, “Luz sobre os argumentos” |
| Butabali                   | século VII                       | Jainismo                             | |
| Jayarāśi Bhaṭṭa            | século VIII                      | Ajnana                               | Ele é conhecido por seu ceticismo radical |
| Kumudendu                  | século VIII                      | Jainismo                             | |
| Adi Xancara                | século VIII                      | Advaita                              | Ele é creditado por alguns por unificar e estabelecer as principais correntes de pensamento no hinduísmo. |
| Totakacharya               | século VIII                      | Advaita                              | Ele era um discípulo de Adi Xancara |
| Virasena                   | século VIII                      | Jainismo                             | |
| Śāntarakṣita               | século VIII                      | Budismo                              | |
| Virūpa                     | século VIII                      | Budismo                              | |
| Acharya Vamana             | século VIII                      |                                      | A investigação de Vamana sobre a natureza de um Kāvya é conhecida como a teoria de Riti |
| Hastamalakacharya          | século VIII                      | Advaita                              | Foi discípulo de Adi Xancara, Hastamalaca fundou uma matha de nome Idail Matã em Trissur, Querala |
| Jñānagarbha                | século VIII                      | Budismo                              | |
| Padmapadacharya            | século VIII                      | Advaita                              | Seguidor de Adi Xancara |
| Vimalamitra                | século VIII                      | Budismo                              | |
| Udbhatabhatta              |                                  | Charvaca                             | |
| Maṇḍana Miśra              | século VIII                      | Inicialmente Mimansa, depois Advaita | |
| Nammalvar                  | século VIII                      |                                      | um dos doze santos álvares |
| Ubaya Bharti               | século VIII                      | Mimansa                              | Esposa de Maṇḍana Miśra, famosa pelo debate com Adi Xancara |
| Nimbarkacharya             | século VIII                      |                                      | Ele fundou Nimbarca Sampradaia, uma das quatro principais tradições da seita hindu vixenuísmo |
| Śāntarakṣita               | século VIII                      | Budismo                              | |
| Vidyananda                 | século VIII                      | Jainismo                             | |
| Śālikanātha                | século VIII                      | Mimansa                              | |
| Vajrabodhi                 | século VIII                      | Budismo                              | um dos oito patriarcas do Budismo Shingon. |
| Aparajita                  | século VIII                      | Jainismo                             | Ele defendeu a prática dos monges digambara de serem nus |
| Śubhakarasiṃha             | século VIII                      | Budismo                              | um dos oito patriarcas do Budismo Shingon. |
| Acalanca                   | século VIII                      | Jainismo                             | |
| Baladevācārya              | século VIII                      |                                      | Pai de Seridara |
| Haribadra                  | século VIII                      | Budismo                              | Discípulo de Śāntarakṣita |
| Bhāskara                   | século VIII                      | Bhedabheda                           | |
| Darmotara                  | século VIII                      | Budismo                              | |
| Ravigupta                  | século VIII                      | Budismo                              | |
| Jayanta Bhatta             | século IX                        | Niaia                                | |
| Anandavardhana             | século IX                        |                                      | Ānandavardhana é creditado com a criação da teoria dhvani. |
| Pārthasārathi Miśra        | século IX                        | Mimansa                              | |
| Adikavi Pampa              | século IX                        | Jainismo                             | |
| Seridara                   | século IX                        |                                      | |
| Vācaspati Miśra            | século IX                        | Advaita                              | |
| Vasugupta                  | século IX                        | Pratyabhijna                         | |
| Bhatta Kallata             | século IX                        | Pratyabhijna                         | Pupilo de Vasugupta |
| Gunabadra                  | século IX                        | Jainismo                             | Ele é co-autor de Mahapurana junto com Jinasena. |
| Basavarajna                | século X                         | Niaia                                | |
| Udaiana                    | século X                         | Niaia                                | |
| Śaṅkaranandana             | século X                         | Budismo                              | |
| Ratnavajra                 | século X                         | Budismo                              | |
| Utpaladeva                 | século X                         | Pratiabijna                          | |
| Laksmanagupta              | século X                         | Pratiabijna                          | Filho e discípulo de Utpaladeva, e professor de Abinavagupta |
| Abinavagupta               | século X                         |                                      | |
| Kshemaraja                 | século X                         | Pratyabhijna                         | discípulo de Abhinavagupta |
| Rajanaka Ramakantha        | século X                         |                                      | discípulo de Utpaladeva |
| Nemichandra                | século X                         | Jainismo                             | |
| Nathamuni                  | século X                         | Vishishtadvaita                      | |
| Somānanda                  | século X                         | Vishishtadvaita                      | |
| Indrabhuti                 | século X                         | Budismo                              | |
| Yamunacharya               | século X                         | Vishistadvaita                       | |
| Bhatta Narayana            | século X                         | Pratyabhijna                         | |
| Amritchandra               | século X                         | Jainismo                             | |
| Jñanasrimitra              | século XI                        | Budismo                              | |
| Mahapurna                  | século XI                        |                                      | |
| Yadava Prakaasa            | século XI                        | Advaita                              | Um dos professores de Ramanuja |
| Atīśa                      | século XI                        | Budismo                              | |
| Ratnakīrti                 | século XI                        | Budismo                              | |
| Jinamitra                  | século XI                        | Jainismo                             | |
| Shrikantha                 | século XI                        |                                      | Refere-se como aluno de Rajanaka Ramakantha |
| Jnanasribadara             | século XI                        | Budismo                              | |
| Bhoja                      | século XI                        |                                      | |
| Nimbarkacharya             | século XI                        | Dvaitadvaita                         | |
| Prabhācandra               | século XI                        | Jainismo                             | |
| Basavanna                  | (c. 1131–1167 CE)                | Lingayatism                          | Reformas sócio-religiosas, Anubhava Mantapa, literatura Vachana |
| Pillai Lokacharya          | século XII                       | Vishishtadvaita                      | |
| Vardhamana Upadhyaya       | século XII                       | Niaia                                | |
| Ramanuja                   | século XII                       | Vishishtadvaita                      | |
| Mamaidev                   | século XII                       |                                      | |
| Basava                     | século XII                       | Shaivism                             | Fundador do Lingaiatismo |
| Siddheshwar                | século XII                       | Shaivism                             | |
| Parasara Bhattar           | século XII                       | Vishishtadvaita                      | |
| Naropa                     | século XII                       | Budismo                              | |
| Vedanta Desika             | século XII                       | Vishishtadvaita                      | |
| Vidyaranya                 | século XII                       | Advaita                              | |
| Khana                      | século XII                       |                                      | |
| Akka Mahadevi              | século XII                       | Shaivism                             | |
| Hemachandra                | século XII                       | Jainismo                             | |
| Shri Harsha                | século XII                       |                                      | |
| Abhayakaragupta            | século XII                       | Budismo                              | |
| Jayaratha                  | século XII                       |                                      | |
| Someshvara III             | século XII                       |                                      | |
| Madhvacharya               | século XIII                      | Dwaita                               | Considerado o principal proponente de 'Dwaita' |
| Vimuktatman                | século XIII                      | Advaita                              | |
| Yādavaprakāśa              | século XIII                      | Advaita                              | |
| Dnyaneshwar                | século XIII                      | Advaita                              | |
| Akshobhya Tirtha           | século XIII                      | Dwaita                               | |
| Narahari Tirtha            | século XIII                      | Dwaita                               | |
| Meykandar                  | século XIII                      | Shaivism.                            | |
| Chakradhar Swami           | século XIII                      | Dwaita                               | |
| Trivikrama Panditacharya   | século XIII                      | Dwaita                               | Discípulo de Madhvacharya |
| Amalananda                 | século XIII                      | Advaita                              | |
| Vishnu Tirtha              | século XIII                      | Dwaita                               | Irmão de Madhvacharya |
| Prakasatman                | século XIII                      | Advaita                              | |
| Padmanabha Tirtha          | século XIII                      | Dwaita                               | Discípulo de Madhvacharya |
| Narayana Panditacharya     | século XIII                      | Dwaita                               | |
| Jayatirtha                 | século XIV                       | Dwaita                               | considerado um dos fundadores do movimento Haridasa |
| Lalla                      | século XIV                       | Pratyabhijna                         | |
| Madhava Tirtha             | século XIV                       | Dwaita                               | 3º pontífice de Madhvacharya peetha. |
| Sripadaraja                | século XIV                       | Dwaita                               | considerado um dos fundadores do movimento Haridasa |
| Kavindra Tirtha            | século XIV                       | Dwaita                               | |
| Gangesha Upadhyaya         | século XIV                       | Niaia                                | Estabeleceu a escola Navia-Niaia ("Neológica") |
| Pandurang Shastri Athavale | século XX                        |                                      | Estabeleceu Swadhyay Parivar e a filosofia do DARMA VÉDICO original é a base deste movimento. |